# William Morris Hunt
William Morris Hunt (Brattleboro, 31 marzo 1824 – Appledore Island, 8 settembre 1879) è stato un pittore statunitense.
Fu il capofila della corrente pittorica in voga a Boston nella metà del XIX secolo.

## Biografia
Figlio di Jonathan Hunt (1787–1832) — membro del Congresso e di una delle principali famiglie americane di artisti — e di Jane Maria Leavitt (1801–1877), William nacque nel Vermont. Grazie a suo padre egli faceva parte di una famiglia di grandi proprietari terrieri e grazie a sua madre discendeva da una ricca ed eminente famiglia del Connecticut.
Entrò nel College di Harvard, ma lasciò la scuola già dopo il primo anno, spinto da una precisa vocazione artistica. Suo padre, però, si rifiutò di assecondare questa sua inclinazione alla pittura e al disegno. Fu allora la madre a decidere che al ragazzo non poteva essere negata la possibilità di studiare arte nelle migliori scuole, anche a costo di recarsi in Europa. E così fu. Hunt si stabilì a Parigi, studiò ed iniziò ad esporre sia nei Salon (dal 1852), sia nelle Expo di Parigi, nel 1855 e nel 1867.
Studiò pittura con Thomas Couture ed assimilò ed acquistò opere di grandi artisti francesi, ma fu influenzato soprattutto dall'opera di Jean-François Millet il quale, fra l'altro, gli tramise i principi e lo spirito della scuola di Barbizon, della quale Hunt sarebbe stato uno dei più importanti divulgatori in America.
Nel 1855 Hunt sposò a Parigi Louisa Dumaresq Perkins (1831–1897), dalla quale ebbe cinque figli. Nel frattempo, dopo la morte del padre, la madre e i fratelli lo raggiunsero in Europa, restandovi per dodici anni e viaggiando in Svizzera, nella Francia del Sud e in Italia.
Tornato in America si fermò prima a Newport, per poi stabilirsi a Boston, dove acquisì fama e prestigio. Sua allieva fu la pittrice americana Ellen Day Hale.
Hunt fu prevalentemente un ritrattista, specialmente di soggetti femminili, ma non tralasciò la pittura di genere e le scene militari. Nel 1875 pubblicò il libro Talkes on art. Suo fratello fu l'architetto Richard Morris Hunt.

William Hunt morì forse suicida nel 1879 nell'isola di Appledore, che fa parte delle isole Shoals, (Maine e New Hampshire).  Come da suo desiderio, fu sepolto nella tomba di famiglia nel Prospect Hill Cemetery di Brattleboro (Vermont),

## Galleria d'immagini

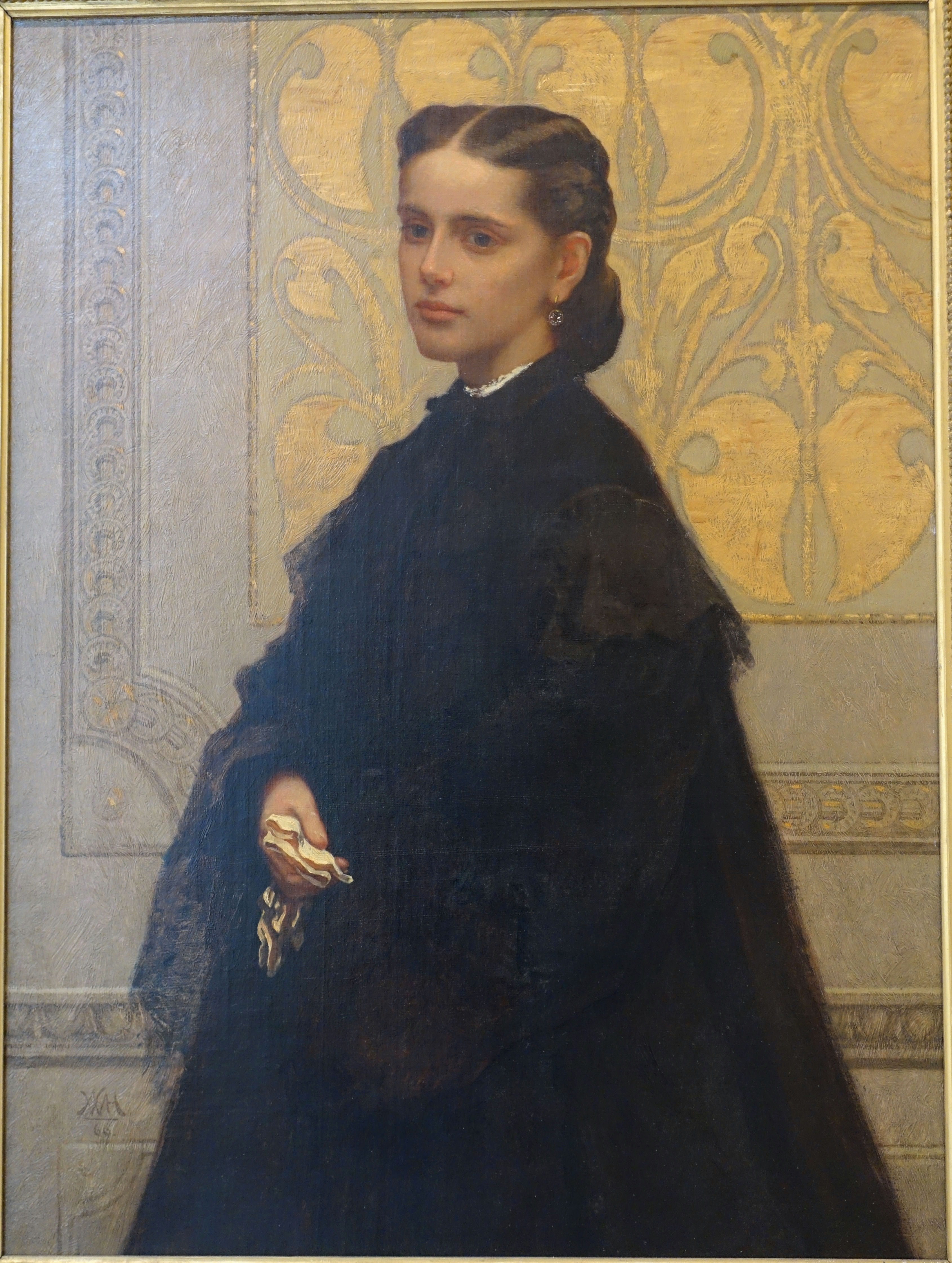
Elizabeth Robbins
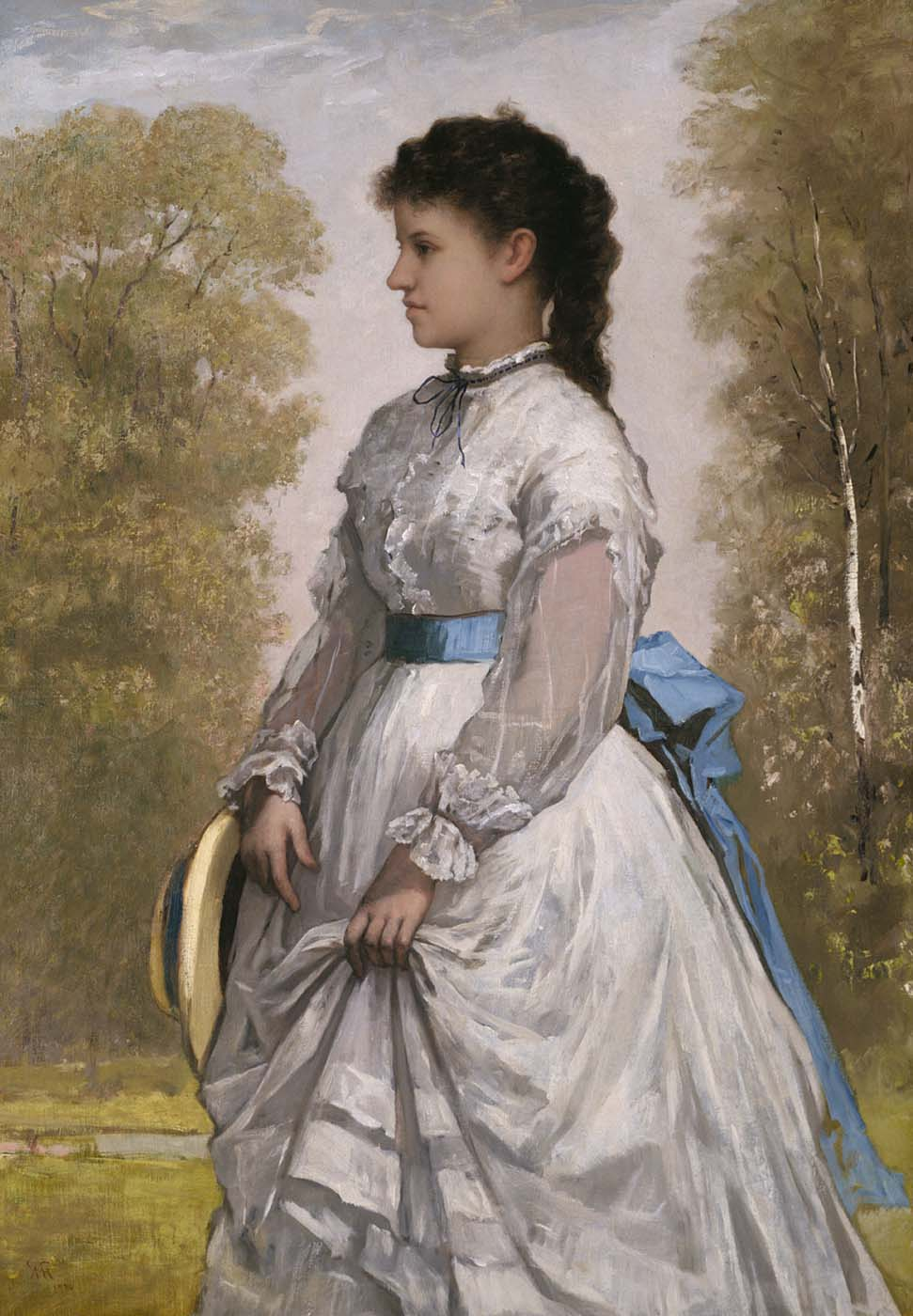
Elizabeth Claflin
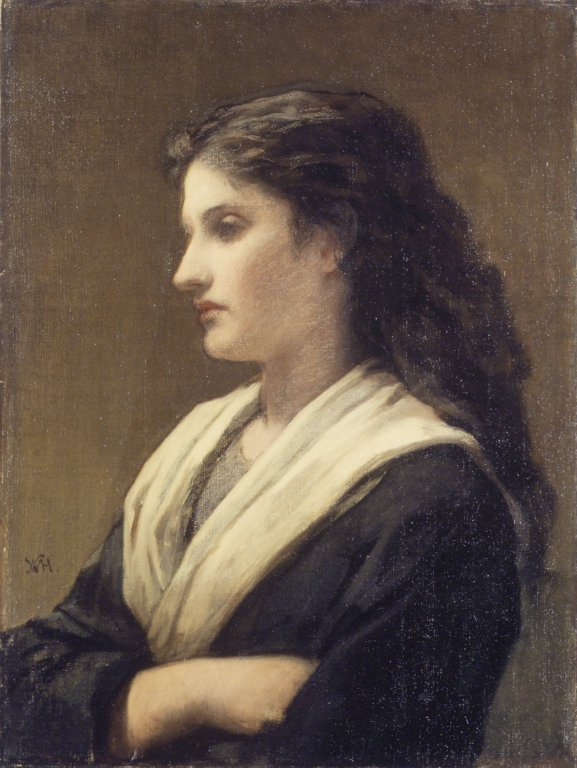
Studio per una testa di donna
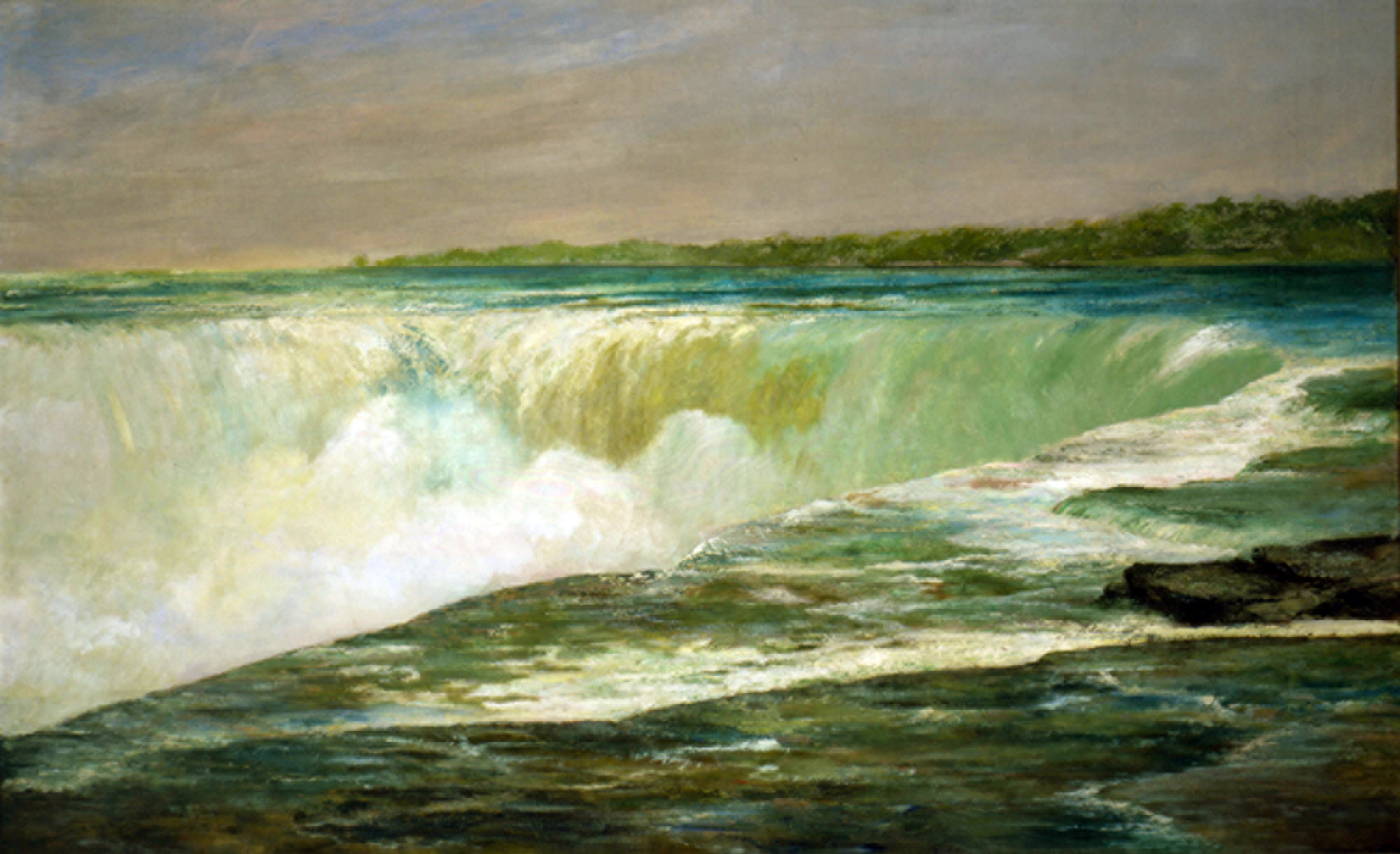
Le cascate del Niagara
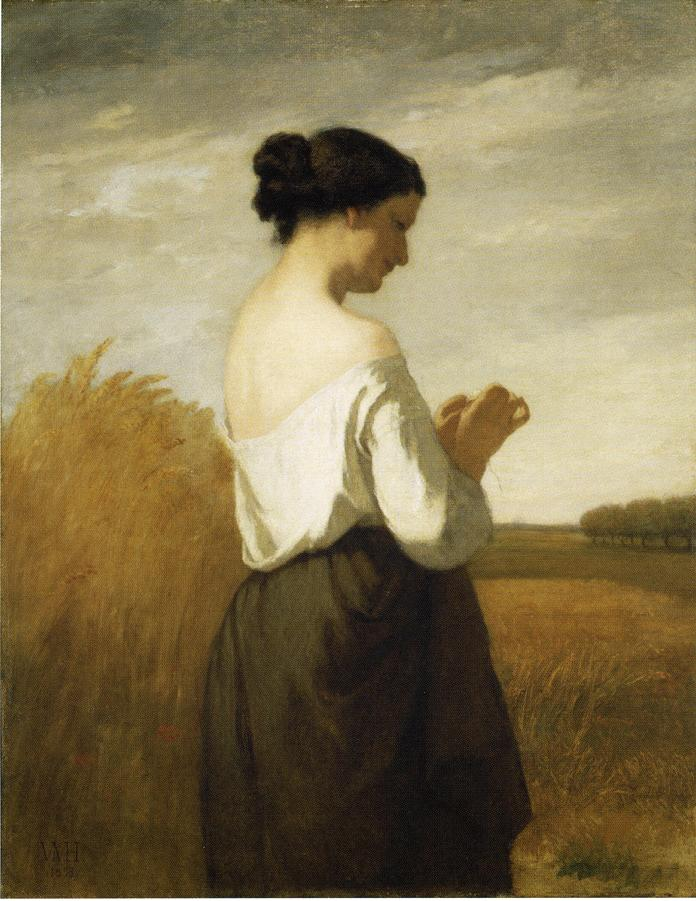
La margherita
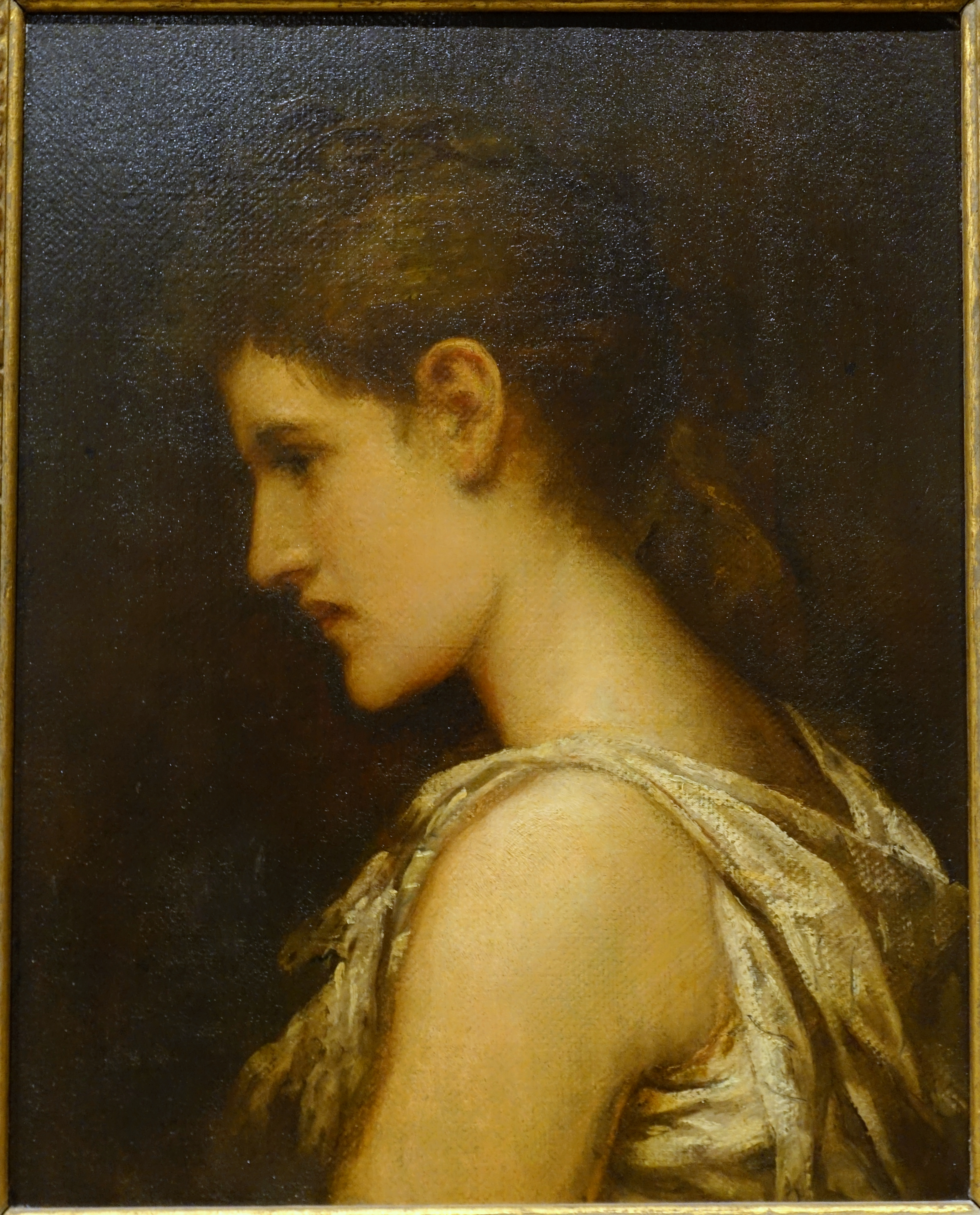
Elaine